# Naming and shaming

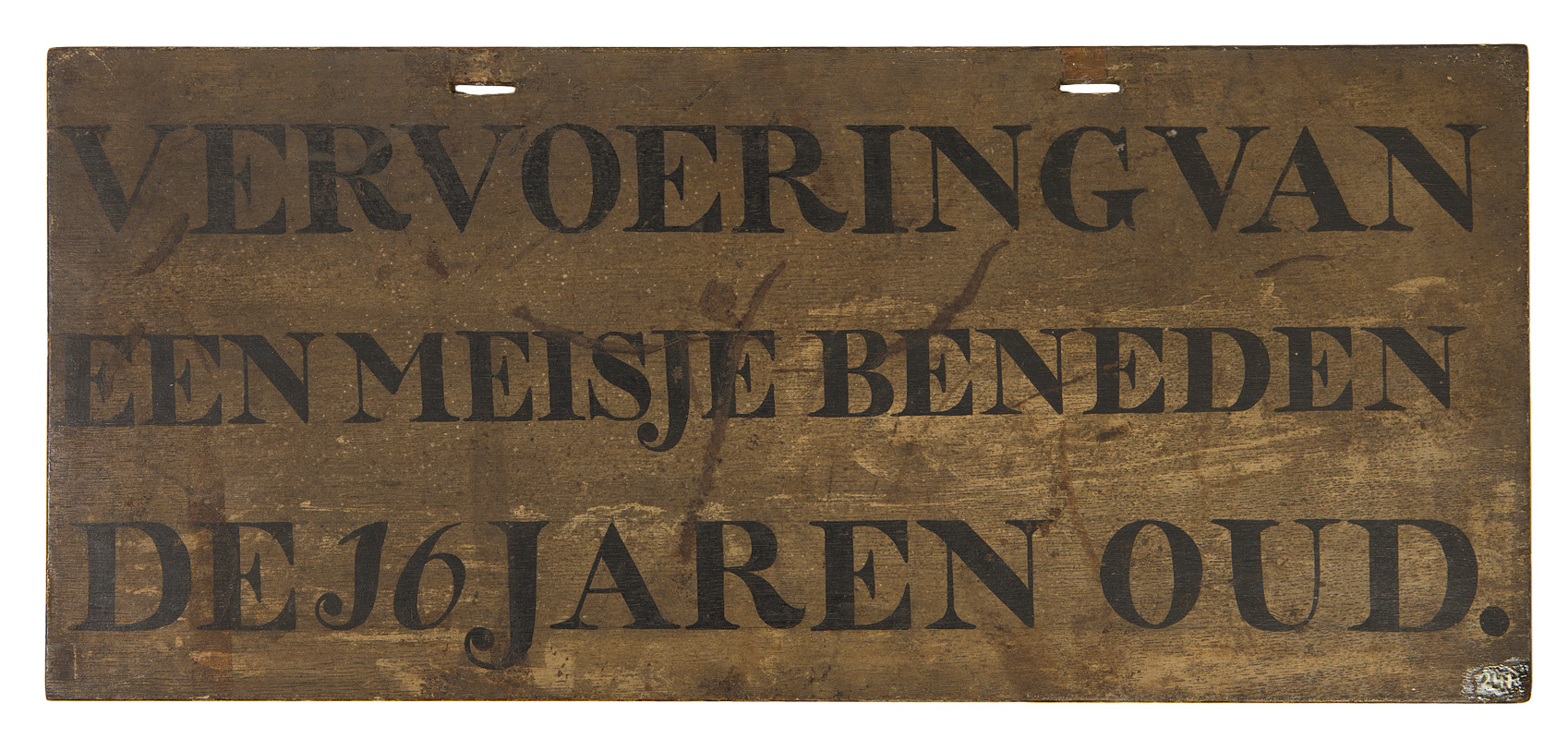
Houten schandbord (Gevangenpoort)

Naming and shaming is het publiekelijk aan de kaak stellen van bepaalde als onbevredigend ervaren situaties. De betrokken persoon of instantie wordt bekendgemaakt  (naming), waarbij deze informatie negatief gekleurd wordt (shaming). Naming and shaming kan worden toegepast op zowel microniveau (bedrijven, individuen) als op macroniveau (landen).

## Redenen
In de moderne economie spelen niet slechts prijzen maar ook vooral informatie een zeer grote rol. Burgers willen niet slechts het goedkoopste, maar ook vooral het beste product. Bedrijven zullen anderzijds graag zekerheid willen over (betaal)gedrag van consumenten en afnemers. Dit is voorzeker belangrijk wanneer de prestatie immaterieel is en dus niet meer kan worden teruggenomen. Transparantie is daarom een van de belangrijkste redenen voor naming and shaming.
Naming and shaming bevat verder een sterk corrigerend effect. Reputatie is voor bedrijven en individuen zeer belangrijk, en het beschadigen hiervan kan zeer gevoelig aankomen. Het is een spreekwoordelijke 'tik op de vingers', waardoor men wordt geprikkeld het gedrag te veranderen. Van een dreigende publicatie kan al een preventief effect uitgaan. 
Voor individuen en kleinere ondernemingen kan naming and shaming een machtsmiddel zijn tegenover grotere organisaties, die anders klachten wellicht niet serieus nemen. Individuen en kleinere ondernemers hebben immers beperktere financiële middelen en zullen minder snel naar een klachtenautoriteit of rechter stappen uit angst voor (financiële) gevolgen.
Een andere reden om tot naming and shaming over te gaan kan onvrede zijn met de bestaande middelen die beschikbaar zijn om de partij ter verantwoording te roepen. Naming and shaming vormt dan een vorm van eigenrichting. Dit komt veelal voor bij individuen die zich onheus behandeld voelen of ergens onvrede mee hebben, maar zich machteloos voelen. Een voorbeeld is het op internet publiceren van misstanden over ontgroeningen omdat men hier persoonlijk op tegen is, in de hoop dat studentenverenigingen hun ontgroening afschaffen of nieuwe leden niet meer toetreden tot verenigingen die dit niet doen.
Naming and shaming kan ook een element zijn binnen het opzetten van zelfregulering. In dit geval zijn het de deelnemers zelf die een minimaal kwaliteitsniveau proberen te waarborgen, en het imago van de beroepsgroep proberen te verbeteren. In beroepsorganisaties komt dit zeer veel voor. Ook daar waar de tuchtrechtuitspraken geanonimiseerd zijn, zal door het besloten "ons kent ons"-karakter van de groep al snel (intern) bekend worden wie de schuldige is.

## Naming and shaming op microniveau
Het sprekendst is naming and shaming op microniveau. Hiermee doelt men op naming and shaming met betrekking tot alle partijen die zich niet op nationaal niveau of daarboven bevinden. Concreet gesteld zijn dit individuen, bedrijven, publieke organisaties, en lagere overheden. Naming and shaming is onderworpen aan wetgeving rond onder meer privacy en smaad.
Naming and shaming van individuen dient voornamelijk om asymmetrische informatieproblemen te verhelpen. Zo hebben de meeste landen kredietregistratiesystemen om wanbetalers te registreren. Verzekeraars kunnen zwarte lijsten hanteren en in beperkte kring beschikbaar stellen waarop personen worden vermeld die in het verleden valse verklaringen hebben ingediend. Ook de horeca hanteert soms dit soort lijsten tegen eetpiraterij en andere vormen van flessentrekkerij. Een ander voorbeeld van naming and shaming is de registratie van pedoseksuelen. Dit kan op private basis gebeuren door zelfbenoemde pedofielenjagers.
Ook bedrijven kunnen doelwit worden van naming and shaming. Het sprekendst is de publicatie van informatie over slechte producten of slechte klantenservice. Maar ook bijvoorbeeld bedrijven die  een onevenredig grote uitstroom van arbeidsongeschikt geworden werknemers kennen, kunnen van overheidswege worden geregistreerd en eventueel nader onderzocht. Beoordelingen van bijvoorbeeld scholen, ziekenhuizen en aannemers kunnen voor iedereen zichtbaar gemaakt worden door overheids- of consumentenorganisaties. Op deze manier wordt de geleverde kwaliteit duidelijker en worden organisaties gedwongen klachten serieuzer te nemen.
Ook (semi)publieke instellingen zoals zorg- en onderwijsinstellingen kunnen aan naming and shaming worden blootgesteld. Zo kunnen (bijna-)calamiteiten in de zorg worden geregistreerd en bestaan er in verschillende landen vergelijkingssystemen van scholen.
Een aparte categorie is naming and shaming in het kader van maatschappelijk verantwoord ondernemen. Het bekendste voorbeeld hiervan is de actie van Greenpeace tegen het afzinken van de Brent Spar door Shell. Andere voorbeelden zijn de acties tegen bedrijven die vestigingen hebben in of handelen met landen die op het gebied van mensenrechten bekritiseerd worden, zoals Myanmar, Zuid-Afrika ten tijde van de apartheid, Iran, Irak ten tijde van Saddam Hoessein, enzovoort. Ook slechte werkomstandigheden en kinderarbeid bij het productieproces kunnen reden zijn voor naming and shaming van een bedrijf.

## Naming and shaming op macroniveau
Ook landen kunnen doelwit worden van naming and shaming, hoewel de effectiviteit hiervan ter discussie staat. Zo houden verschillende internationale organisaties systemen bij waarin landen worden gerangschikt naar aantrekkelijkheid om zaken te doen. Het belastingsysteem, bureaucratie, het rechtssysteem, geschooldheid van de bevolking, taal, politieke stabiliteit, corruptie, misdaadcijfer, het gemak van het oprichten van een vennootschap en "safe retreat" (de mogelijkheid tot het zonder verliezen terugtrekken van kapitaal bij moeilijkheden) spelen een rol bij de bepaling van de concurrentiepositie van landen.
De Europese Unie hanteert op verschillende terreinen naming and shaming. Enerzijds hoopt men dat het negatieve effect landen ertoe aanzet hun gedrag te verbeteren, anderzijds hoopt men dan ook van elkaars fouten geleerd kan worden. Een belangrijk element is het uitbannen van "harmful competition" tussen landen, waaronder men zaken verstaat als niet-goedgekeurde staatssteun, afkeurenswaardige fiscale praktijken, beperking van het vrij verkeer of discriminatie. Uiteindelijk wil men volledige transparantie, vrij verkeer en gelijkheid ("level playing field") bereiken. Ook de OESO hanteert naming and shaming. Een voorbeeld hiervan zijn de grijze en zwarte lijsten van landen die onvoldoende bancaire en fiscale gegevens zouden uitwisselen.
Landen kunnen ook beoordeeld worden op het gebied van de mensenrechten, zoals de Human Rights Index.
De effecten van naming and shaming van landen wisselen erg. Sommige organisaties, zoals de Europese Unie en de OESO, kunnen zoveel gezag bezitten dat landen hier inderdaad op reageren. In andere gevallen trekken landen zich er weinig of niets van aan.

## Naming and shaming op persoonlijk niveau
Voor de moderne tijd waren schandstraffen in veel landen gebruikelijk. De veroordeelde werd te kijk gezet voor het publiek dat hem vervolgens met rot fruit, paardenvijgen en dergelijken kon bekogelen. Ook verminkingsstraffen waren bedoeld om de veroordeelde te merken, zodat iedereen kon zien wat hij gedaan had, bijvoorbeeld een hand afhakken bij een dief.
In Nederland is het inmiddels gebruikelijk om van verdachten en veroordeelden van misdrijven de privacy te beschermen door op foto's een balkje over de ogen te plaatsen en van de achternaam slechts een initiaal te vermelden. In andere landen is dit gebruik minder in zwang. Zo publiceren regionale Ierse kranten in aparte kolommen de uitspraken van rechters met naam en toenaam en vergrijp van veroordeelden. Enerzijds als afschrikking, maar anderzijds hoopt men op controle door de omgeving bijvoorbeeld op iemand van wie de rijbevoegdheid is ontzegd.
Na de Facebookrellen in Haren heeft de politie herkenbare foto's van ruim tien relschoppers zien in het televisieprogramma Opsporing Verzocht. Zeven van hen werden direct herkend. Een week eerder liet de politie al zes foto's zien, maar de verdachten daarop waren bewust onherkenbaar gemaakt om hen de gelegenheid te geven zich te melden. Als de verdachten zich niet zouden melden, dan zouden ze herkenbaar in beeld worden gebracht. Na deze waarschuwing meldden acht relschoppers zichzelf.
In China is het gebruik om opgepakte prostituees in het openbaar te vernederen nog steeds niet helemaal uitgebannen. In 2006 ontstond er nog internationale verontwaardiging toen de Chinese autoriteiten in Shenzhen een honderdtal opgepakte prostituees door de straten lieten lopen en hun namen, geboorteplaatsen en geboortedata bekendmaakten.
Een bijzonder voorbeeld van naming and shaming op persoonlijk niveau is de digitale schandpaal. Hierbij wordt iemand op het internet te kijk gezet, waarna het bericht viral gaat en door gebruikers via het internet wordt verspreid. Vaak betreft dit een eigen onhandige actie in de e-mail of sociale media, zoals een aantal gevallen waarin ongepaste e-mail bij de verkeerde persoon terecht kwam en werd doorgestuurd. Ook is het mogelijk dat iemand bewust en opzettelijk een ander te kijk zet op het internet door middel van bijvoorbeeld een website of het zelf doorsturen van e-mail waarin de fouten van betreffende persoon of bedrijf worden opgesomd. Dit kan dit de reputatie van betreffende persoon ernstig beschadigen. Ook kan het consequenties hebben voor de persoon die de 'digitale schandpaal' is begonnen door bijvoorbeeld een schadelijk e-mailtje door te sturen. Doxing kan ook gezien worden als een vorm van naming en shaming.

## Kritiek
Op naming and shaming bestaat ook kritiek. De effectiviteit wordt veelal ter discussie gesteld. Ook heerst er bij individuen een spanningsveld met het recht op privacy. Verder is de drempel voor naming and shaming met de toegenomen communicatiemogelijkheden vrij laag, wat vrees opwekt voor eigenrichting.
De effectiviteit van naming and shaming kan soms tegenvallen omdat aan het reputatieverlies geen of beperkte consequenties zijn en de betrokkene hier dus beperkt gevoelig voor is. Zo kan een land dat bekritiseerd wordt over mensenrechten deze kritiek in veel gevallen ongestraft naast zich neerleggen omdat het zelfvoorzienend is, veel machtsmiddelen bezit, of gesteund wordt door een grotere mogendheid. Een dergelijk verhaal kan ook voor (semi-)publieke instanties gelden. Naming and shaming van bijvoorbeeld de nationale vervoersmaatschappij kan er bijvoorbeeld niet toe leiden dat alle reizigers ineens geen gebruik meer gaan maken van deze maatschappij, omdat ze geen alternatief hebben.
Daar waar instanties zelf invloed hebben op het naming and shaming proces (bijvoorbeeld landen binnen de EU of incassobureaus binnen de Nederlandse Vereniging van Incasso-ondernemingen) bestaat bovendien de vrees dat dit een machteloos instrument wordt. De betrokken partij kan immers zelf (mede) de spelregels bepalen.
Naming and shaming kan zelfs averechts werken; wanneer iemand niets meer te verliezen heeft is er ook geen prikkel meer om het gedrag aan te passen. Zo trachtte de Britse regering scholen die onder de maat presteerden publiekelijk te registreren om ze te prikkelen hun gedrag aan te passen. Het resultaat was echter dat personeel gedemotiveerd raakte en ander werk ging zoeken, waardoor de kwaliteit van deze scholen nog verder daalde. Pedoseksuelen die publiekelijk aan de schandpaal worden genageld kunnen zich terugtrekken uit de maatschappij en gaan dan wellicht sneller opnieuw in de fout.
Verder staat naming and shaming in sommige gevallen haaks op de privacy. Daar waar publiekelijk vaak getracht wordt privacy te beschermen, wordt hier op privaat niveau in sommige gevallen minder zorgvuldig mee omgegaan. Handelsinformatiebureaus en incassobureaus worden bijvoorbeeld bekritiseerd om het vrij ter beschikking stellen van gegevens over individuen en het niet aanpassen van de gegevens. Zo kan iemand op basis van het adres negatief geregistreerd zijn ten gevolge van wanbetaling door een adresvoorganger.
Ten slotte bestaat het gevaar dat naming and shaming leidt tot eigenrichting, willekeur en machtsmisbruik. Door middel van naming and shaming kan iemand iemand forse (reputatie)schade worden toegebracht, terwijl diens schuld aan het ten laste gelegde niet bewezen is. Voorbeelden zijn dreigementen die door sommige incassobureaus worden geuit in de volgende trant van: "Uw verweer interesseert mij niet. Als u nu niet betaalt zullen wij u registreren als wanbetaler, en dan krijgt u nooit meer ergens een lening, lease of hypotheek." Ook de activiteiten van sommige pedofielenjagers vinden veel personen te ver gaan, zeker daar waar zonder verdere verificatie persoonsgegevens worden geplaatst. Bovendien is het voorgekomen dat het dreigement hiermee werd misbruikt om een paspoortkopie of ondertekende verklaring te bemachtigen.